# Färöarna i paralympiska spelen
Färöarna har deltagit i samtliga paralympiska sommarspel sedan 1984 och är tillsammans med Macao det enda territoriet som deltar i de paralympiska spelen men inte i Olympiska spelen. De har ett eget olympiskt förbund, Faroese Confederation of Sports & Olympic Committee, men tävlar för Danmark i olympiska spelen.
Totalt har landet (2019) hämtat hem 13 medaljer i simning de paralympiska spelen I paralympiska sommarspelen 2020 i Tokyo deltar triatleten Hávard Vatnhamar för Färöarna.
Färöarnas bästa placering i medaljligan är i Seoul år 1988 med sju medaljer, varav en guldmedalj.
| Färöarnas medaljfördelning          | Färöarnas medaljfördelning | Färöarnas medaljfördelning | Färöarnas medaljfördelning | Färöarnas medaljfördelning |
| ----------------------------------- | -------------------------- | -------------------------- | -------------------------- | -------------------------- |
| År och tävlingsort                  | Guld                       | Silver                     | Brons                      | Totalt                     |
| New York 1984 Stoke Mandeville 1984 | 0                          | 0                          | 0                          | 0                          |
| Seoul 1988                          | 1                          | 3                          | 3                          | 7                          |
| Barcelona 1992                      | 0                          | 1                          | 0                          | 1                          |
| Atlanta 1996                        | 0                          | 0                          | 0                          | 0                          |
| Sydney 2000                         | 0                          | 3                          | 1                          | 4                          |
| Aten 2004                           | 0                          | 0                          | 1                          | 1                          |
| Peking 2008                         | 0                          | 0                          | 0                          | 0                          |
| London 2012                         | 0                          | 0                          | 0                          | 0                          |
| Río de Janeiro 2016                 | 0                          | 0                          | 0                          | 0                          |
| Tokyo 2020                          | -                          | -                          | -                          |                            |
| TOTALT                              | 1                          | 7                          | 5                          | 13                         |